# Воловиков, Пётр Митрофанович
Пётр Митрофанович Воловиков (иногда употреблялось — Воловик, укр. Петро Митрофанович Воловиков; 31 октября 1918, Телеши, Западная область — 14 марта 1996, Ровно) — организатор сельскохозяйственного производства, дважды Герой Социалистического Труда (1958, 1988).

## Биография
Родился 31 октября 1918 года в селе Телеши (ныне — Гомельского района и области, Белоруссия).
Окончил Гомельский финансово-экономический техникум. Участник Великой Отечественной войны.
Работал инструктором Лубенского райкома компартии.
С 1950 года — на хозяйственной работе: председатель колхоза «Прогресс» Дубенского района, а с 1961 года — председатель колхоза имени Жданова (позже — коллективное сельское хозяйство «Прогресс») в селе Горбаков Гощанского района Ровненской области.
Член КПСС, делегат XXV съезда КПСС.
Жена — Надежда Ильинична — работала учительницей русского языка и литературы в Горбаковской восьмилетней школе.
Умер 14 марта 1996 года, похоронен в Ровно.

## Деятельность и социальная активность
При жизни Пётр Митрофанович занимался развитием села Горбаков: была построена школа из армянского туфа, общежитие для молодых семей, малосемейные дома, а в 1975 году — 40-квартирный дом для колхозников и комплекс сараев для содержания животных, был организован парк отдыха и культуры имени 40-летия Победы с редкими растениями для этого региона, который ныне пребывает в запустении.
Также была начата постройка 3-этажной школы с кинотеатром, спортзалом, бассейном, баскетбольной площадкой, библиотекой, офисным центром КСП «Прогресс», дворцом культуры на 400 человек, но в связи с кончиной в 1996 году стройка была заморожена и успели только построить библиотеку, ДК, спортзал и ОЦ.
При его жизни в с. Горбаков во всех квартирах было централизованное отопление, работали хлебокомбинат, консервный завод и многое другое.
Внесен в Большую Советскую Энциклопедию 1990 года выпуска.

## Награды
- дважды Герой Социалистического Труда (26.02.1958, 17.08.1988)
- 2 ордена Ленина (26.02.1958, 17.08.1988)
- орден Отечественной войны 1-й степени (11.03.1985)
- медали